# Femörehuvud
Femörehuvud este o arie protejată (arie specială de conservare — SAC, sit de importanță comunitară — SCI) din Suedia întinsă pe o suprafață de 21,5 ha, integral pe uscat.

## Localizare
Centrul sitului Femörehuvud este situat la coordonatele 58°38′58″N 17°06′23″E / 58.6495°N 17.1065°E.

## Înființare
Situl Femörehuvud a fost declarat sit de importanță comunitară în iunie 2001 pentru a proteja un număr necunoscut de specii din flora spontană și fauna sălbatică aflate în arealul zonei. Situl a fost protejat și ca arie specială de conservare în martie 2011.

## Biodiversitate
Situată în ecoregiunile boreală și marină baltică, aria protejată conține 2 habitate naturale: Pante stâncoase silicioase cu vegetație casmofită, Taiga vestică.
La baza desemnării sitului se află un număr nedeclarat de specii protejate.